# Dog – Der Kopfgeldjäger
Dog – Der Kopfgeldjäger ist eine Reality-TV-Show, die die Einsätze von Duane „Dog“ Chapman, einem Kopfgeldjäger auf Hawaii zeigen. Dog arbeitet zusammen mit seiner Frau Beth Smith-Chapman (1967–2019) und einem Geschäftspartner, seinen Söhnen Duane Lee und Leland Chapman, seinem Partner Tim „Youngblood“ Chapman und seiner Tochter Lyssa „Baby“ Chapman. Die Sendung wurde im Mai 2012 vom Sender A&E eingestellt, jedoch wurde sie im September 2012 vom Sender CMT unter dem neuen Titel Dog and Beth: On the Hunt weitergeführt. Bis 2015 wurden bei CMT drei Staffeln ausgestrahlt.

## Hintergrund
Tim Chapman wird in der deutschen Übersetzung fälschlich als Dogs Bruder bezeichnet, tatsächlich haben sie jedoch nur zufällig den gleichen Nachnamen. Neben Hawaii wurde auch in Dog Chapmans Heimatstadt Denver und in San Francisco gedreht.
Die Produktion wurde für drei Monate eingestellt, nachdem Dogs Sohn Tucker ein Tonband an den National Enquirer verkauft hatte, auf dem sich Dog in einer hitzigen Diskussion rassistisch über die schwarze Freundin seines Sohnes äußerte. Am 19. Februar 2008 erklärte A&E, dass die Produktion der Show wieder aufgenommen würde. Man begründete die Entscheidung damit, dass Dog Chapman öffentlich seine Reue zum Ausdruck gebracht hatte und man die zweite Chance, die Grundprinzip der Sendung ist, auch dem Protagonisten gewähren wolle.

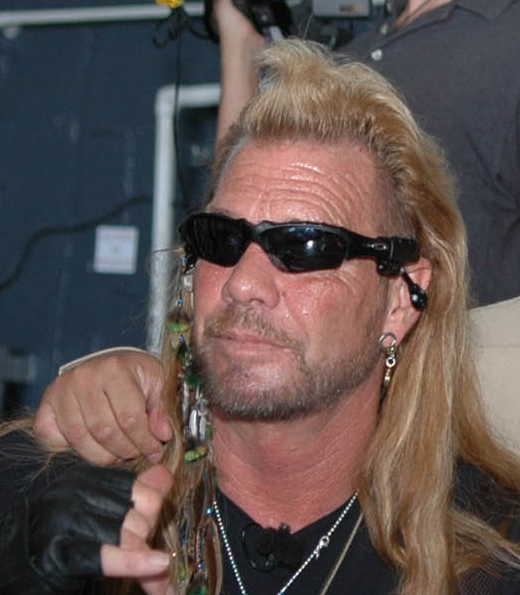
Duane Chapman

Dog the Bounty Hunter startete aufgrund der positiven Resonanz als Spin-off einer Folge der (ebenfalls im A&E Network ausgestrahlten und von Hybrid Films produzierten) Serie Take This Job. Die Serie handelt von Leuten mit ungewöhnlichen Berufen und stellte in der betreffenden Folge zum ersten Mal Chapman und seine Familie bei ihrer Arbeit vor.
Die Show wurde in Deutschland auf RTL II ausgestrahlt. Neben dem Berufsalltag der Kopfgeldjäger thematisiert die Sendung auch das Familienleben des Ex-Sträflings und Vaters von zwölf Kindern. Dog wird als mitfühlender Mensch porträtiert, dem stets daran gelegen ist, den festgenommenen Sträflingen eine neue Perspektive aufzuzeigen und ihnen eine zweite Chance zu geben.
Als Hauptquartier dienen den Chapmans die Filialen ihrer Kautionsagentur Da Kine Bail Bonds. Diese befinden sich auf der hawaiischen Insel Oʻahu und in Denver, Colorado. Das Büro in Kona wird von Duanes Sohn Leland Chapman geführt.

## Festnahme von Dog
Am 14. September 2006 wurden Duane Chapman, sein Sohn Leland und sein Geschäftspartner Tim durch US Marshals auf Antrag der mexikanischen Regierung festgenommen. Die Festnahme erfolgte aufgrund einer Kopfgeldjagd 2003 in Mexiko, die nach den dortigen Gesetzen illegal war. Am 18. Juni 2003 hatte das Trio Chapman den nach Mexiko geflohenen Vergewaltiger Andrew Luster gefasst. Duane, Leland und Tim wurden auf Kaution freigelassen (300.000 US-Dollar für Duane und 100.000 US-Dollar für jeden der beiden anderen).
Am 16. Februar 2007 verweigerte das zweite Bezirksgericht in Guadalajara einen Antrag auf eine einstweilige Verfügung, die Auslieferung zu verhindern.

## Ende der Serie
2011 kündigten Leland und Duane Lee das Beschäftigungsverhältnis mit ihrem Vater und Stiefmutter. 2012 beendete A&E die Produktion nach der achten Staffel. 
Vorangegangen waren Morddrohungen via E-Mail gegen Dogs Frau Beth und deren drei Töchter, über die auch das FBI in Kenntnis gesetzt wurde.

## Ausstrahlung in Deutschland
Nachdem die Serie zunächst nur auf Premiere und Discovery Channel zu sehen war, erschien sie am 8. Mai 2006 auf RTL II erstmals im deutschen Free-TV. Nachdem sie dort bis ins Jahr 2013 zu sehen war, wurde sie später auf Kabel eins Doku sowie ProSieben Maxx ausgestrahlt.

## Trivia
- Duane Chapmans Tochter Barbara wurde am 19. Mai 2006 im Alter von 23 Jahren bei einem Autounfall getötet.
- Chapman hat laut eigener Aussage mehr als 7000 Flüchtige festgenommen.[8]
- Im TV-Film A Date with Darkness: The Trial and Capture of Andrew Luster über den Fall Andrew Luster wird Dog von Schauspieler und Stuntman James Ralph dargestellt.
- In der zehnten Folge der zehnten Staffel der TV-Serie South Park (Schuljungen-Report) bekommt Eric Cartman den Job der Schulgang-Aufsicht. Dazu verkleidet er sich als Dog und nimmt ein Musikvideo mit seinem eigenen Text des Original-Titelsongs von Ozzy Osbourne auf.